# シェイク・ファハド・アル＝サバーハ
シェイク・ファハド・アル＝サバーハ（アラビア語: فهد الأحمد الجابر الصباح, ラテン文字転写: Sheikh Fahad Al-Ahmed Al-Jaber Al-Sabah、1945年8月10日 - 1990年8月2日）は、クウェート・オリンピック委員会の創始者である。
当時クウェートの首長であったジャービル・アル＝アフマド・アッ＝サバーハの異父弟で、アフマド王子は息子である。
ファハドはクウェートにおけるスポーツの発展に尽力した。またアジアオリンピック評議会の初代会長でもある。
1982年のFIFAワールドカップの1次リーグで行われたフランス対クウェート戦で、フランスが3対1でリードした状況でフランスのアラン・ジレスが放ったシュートは明らかにゴールネットを揺らしたが、クウェートの選手側から「スタンドの笛の音で試合を止めてしまった」という趣旨の抗議が行われた。誰もがこの抗議は聞き入れられないと思ったが、客席で観戦していたファハド王子が突如スタンドからピッチに乱入し、審判に何事かを告げたところ、当初は得点を認めていた審判が突如ゴールの取り消しを宣告した。サッカーワールドカップの歴史において、一度認められたゴールが取り消された唯一の事例である。試合結果はフランスが4対1で勝利している。
1990年のイラクによるクウェート侵攻の際、クウェート国際空港から国外へ脱出しようとしたが、失敗し拉致され（ブリティッシュエアウェイズ149便乗員拉致事件）、イラク軍に身分が発覚するやいなや射殺された。